# Josep Marín
Josep Marín Sospedra (El Prat de Llobregat, 21 de enero de 1950) es un atleta español especializado en  marcha atlética que consiguió ser Subcampeón del Mundo en el año 1983 en la prueba de 50 km marcha, en la que también en el mismo año en una prueba disputada en Valencia consiguió ser plusmarquista mundial con una marca de 3 h. 40 min. 46 s.
Mantuvo una gran rivalidad con Jordi Llopart, y entrenado por el padre de este, Moisés Llopart, en un principio esa rivalidad fue bien llevada pues hasta entrenaban juntos. Pero la relación se deterioró al final hasta un punto que, incluso, llegaron a no hablarse y mandarse mensajes a través de los periódicos.
Participó en 4 Juegos Olímpicos: Moscú 1980 (20 y 50 km marcha), Los Ángeles 1984 (20 km marcha), Seúl 1988 (20 y 50 km marcha) y Barcelona 92.
Consiguió diploma olímpico (ocho primeros clasificados) en todos, además de un 9º puesto en Barcelona 92.
Ha entrenado a grandes marchadores españoles como Valentí Massana o David Márquez, entre otros.

## Palmarés internacional
| Representando España | Representando España            | Representando España           | Representando España | Representando España |
| Año                  | Competición                     | Lugar                          | Resultado            | Distancia            |
| -------------------- | ------------------------------- | ------------------------------ | -------------------- | -------------------- |
| 1980                 | Juegos Olímpicos de Moscú       | Moscú, Unión Soviética         | 5.º                  | 20 km                |
| 1980                 | Juegos Olímpicos de Moscú       | Moscú, Unión Soviética         | 6.º                  | 50 km                |
| 1982                 | Campeonato de Europa            | Atenas, Grecia                 | 1.º                  | 20 km                |
| 1982                 | Campeonato de Europa            | Atenas, Grecia                 | 2.º                  | 50 km                |
| 1983                 | Campeonato Mundial              | Helsinki, Finlandia            | 2.º                  | 50 km                |
| 1983                 | Campeonato Mundial              | Helsinki, Finlandia            | 4.º                  | 20 km                |
| 1984                 | Juegos Olímpicos de Los Ángeles | Los Ángeles, Estados Unidos    | 6.º                  | 20 km                |
| 1985                 | Copa del Mundo                  | Isla de Man                    | 1.º                  | 20 km                |
| 1986                 | Campeonato Europeo              | Stuttgart, Alemania Occidental | DQ                   | 20 km                |
| 1987                 | Campeonato Mundial              | Roma, Italia                   | 3.º                  | 20 km                |
| 1988                 | Juegos Olímpicos de Seúl        | Seúl, Corea del Sur            | 4.º                  | 20 km                |
| 1988                 | Juegos Olímpicos de Seúl        | Seúl, Corea del Sur            | 5.º                  | 50 km                |
| 1990                 | Campeonato Europeo              | Split, Yugoslavia              | 5.º                  | 50 km                |
| 1991                 | Campeonato Mundial              | Tokio, Japón                   | 12.º                 | 50 km                |
| 1992                 | Juegos Olímpicos de Barcelona   | Barcelona, España              | 9.º                  | 50 km                |
| DQ-Descalificación   |                                 |                                |                      |                      |

## Honores
- 2 veces mejor atleta español del año en 1979 y 1982.
- 5 veces mejor atleta catalán del año en 1979-82-83-87-88.[4]